# Léon Bary
Léon Bary (Parigi, 6 giugno 1880 – Parigi, 7 gennaio 1954) è stato un attore francese.

## Filmografia parziale
- The Seven Pearls, regia di Louis J. Gasnier e Donald MacKenzie (1917)
- The Yellow Ticket, regia di William Parke (1918)
- Kismet, regia di Louis J. Gasnier (1920)
- I tre moschettieri (The Three Musketeers), regia di Fred Niblo (1921)
- Suzanna, regia di F. Richard Jones (1923)
- The Temple of Venus, regia di Henry Otto (1923)
- La maschera di ferro (The Iron Mask), regia di Allan Dwan (1929)
- Il sacrificio del sangue (Le puritain), regia di Jeff Musso (1938)
- Spade al vento (Le capitan), regia di Robert Vernay (1946)
- I cavalieri di ventura (Du Guesclin), regia di Bernard de Latour (1949)
- Le sedicenni (Rendez-vous de juillet), regia di Jacques Becker (1949)
- Casco d'oro (Casque d'or), regia di Jacques Becker (1952)